# NGC 1993
NGC 1993 هي مجرة تتبع كوكبة الأرنب. اكتشفها ويليام هيرشل في 6 فبراير 1785.

## روابط خارجية
- NGC 1993 على موقع ويكي سكاي: DSS2, SDSS, GALEX, IRAS, Hydrogen α, X-Ray, Astrophoto, Sky Map, Articles and images